# AEL Larissa
AE Larissa 1964 FC este o echipă de fotbal din Larisa, Grecia care evoluează în Superliga Greacă. Este singura echipă dintr-un oraș în afară de Atena și Salonic care a câștigat titlul de campioană a Greciei (în 1988). Are de asemenea în palmares două cupe ale Greciei, în 1985 și 2007, și a mai jucat încă două finale, pierdute în 1982 și 1984. Datorită acestor rezultate, FC Larisa este între cele mai titrate cinci echipe ale Greciei.

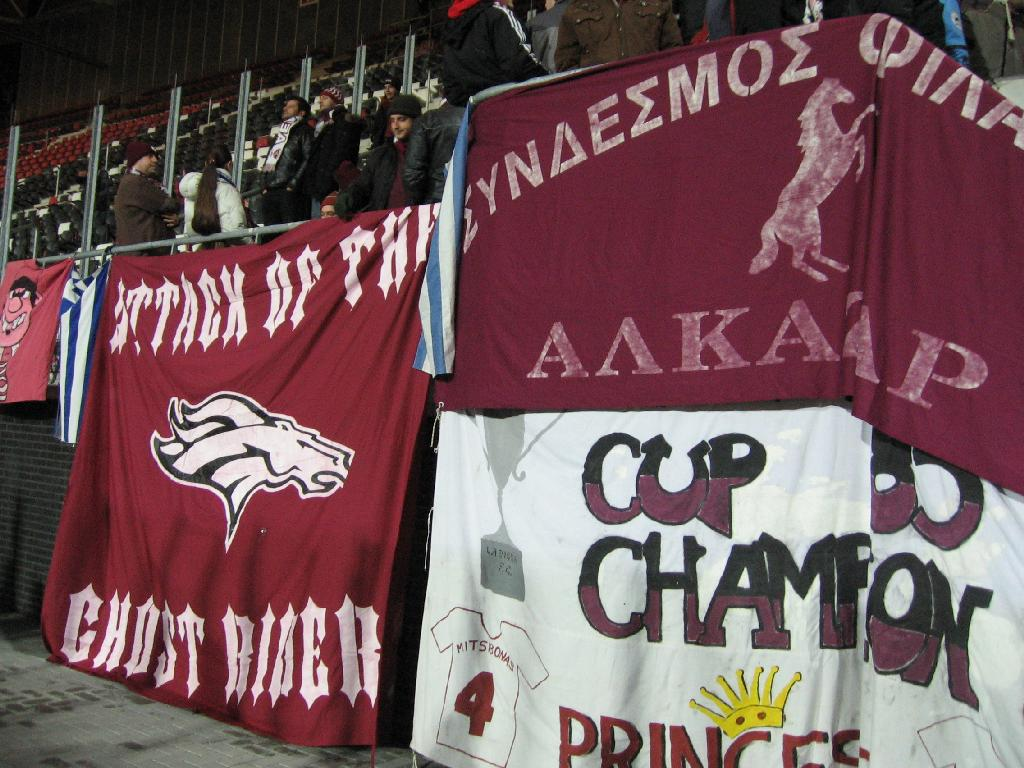
Fanii FC Larisa în Veria în timpul unui meci din ianuarie 2008.

## Echipa de tineret
| Nr. |         | Poziție | Jucător               |
| --- | ------- | ------- | --------------------- |
|     | Grecia  | P       | Christos Batavanis    |
|     | Albania | P       | Erid Prifti           |
|     | Grecia  | F       | Thomas Bourouzikas    |
|     | Grecia  | F       | Christos Cholevas     |
|     | Grecia  | F       | Nikolaos Karanikas    |
|     | Grecia  | F       | Dimitrios Komnos      |
|     | Grecia  | F       | Christos Nonis        |
|     | Grecia  | F       | Filippos Tziolis      |
|     | Grecia  | F       | Antonios Panagiotou   |
|     | Grecia  | F       | Panagiotis Patras     |
|     | Grecia  | F       | Fanouris Vorgias      |
|     | Grecia  | M       | Apostolos Alexopoulos |

| Nr. |         | Poziție | Jucător                    |
| --- | ------- | ------- | -------------------------- |
|     | Grecia  | M       | Konstantinos Eleftheriadis |
|     | Grecia  | M       | Nikolaos Kousioras         |
|     | Grecia  | M       | Nikolaos Lougkos           |
|     | Albania | M       | Ermis Mezini               |
|     | Grecia  | M       | Sotirios Naoum             |
|     | Grecia  | M       | Georgios Pappas            |
|     | Grecia  | M       | Nikolaos Pappas            |
|     | Grecia  | A       | Fotis Gkountroubis         |
|     | Grecia  | A       | Ioannis Papaioannou        |
|     | Grecia  | A       | Christos Repsis            |
|     | Grecia  | A       | Antonios Vouzas            |

## Jucători notabili
| Grecia - Giorgos Agorogiannis - Alexandros Alexandris - Efstathios Chaitas - Ioannis Galitsios - Theofanis Gekas - Stelios Giannakopoulos - Michail Ziogas - Vassilios Karapialis - Konstantinos Kolomitrousis - Stefanos Kotsolis - Dimitrios Koukoulitsios - Thomas Kyparissis - Konstantinos Maloumidis - Christos Michail - Georgios Mitsibonas - Evaggelos Moras - Dimitrios Mousiaris - Theologis Papadopoulos - Takis Parafestas - Nikolaos Patsiavouras - Georgios Plitsis - Dimitris Salpigidis - Athanasios Tsiolis - Ioannis Valaoras - Theodoros Voutiritsas | Albania - Lefter Millo Argentina - Marcelo Sarmiento - Facundo Parra Belgia - Mbo Mpenza Brazilia - Cleyton Camerun - David Embe Coasta de Fildeș - Ibrahima Bakayoko Cipru - Nektarios Alexandrou - Efstathios Aloneftis Franța - Christian Bassila - Laurent Robert Gabon - Henry Antchouet | Germania - Marco Foerster Mexic - Antonio de Nigris Peru - Nolberto Solano Polonia - Krzysztof Adamczyk - Krzysztof Baran - Jan Karaś - Kazimierz Kmiecik - Janusz Kupcewicz - Maciej Żurawski Portugalia - Hélder Cristóvão România - Dennis Șerban - Ștefan Stoica Serbia - Saša Ilić Slovacia - Jozef Kožlej |